# Peter Greenhalgh
Peter Greenhalgh es un deportista británico que compitió en vela en la clase 49er. Ganó una medalla de oro en el Campeonato Europeo de 49er de 2010.

## Palmarés internacional
| \| Campeonato Europeo \| Campeonato Europeo \| Campeonato Europeo \| Campeonato Europeo \| \| Año \| Lugar \| Medalla \| Clase \| \| ------------------ \| ------------------ \| ------------------ \| ------------------ \| \| 2010 \| Sopot (Polonia) \| Medalla de oro \| 49er \| |                 |                |       |
| Campeonato Europeo |                 |                |       |
| Año | Lugar           | Medalla        | Clase |
| 2010 | Sopot (Polonia) | Medalla de oro | 49er  |